# Jinmenju

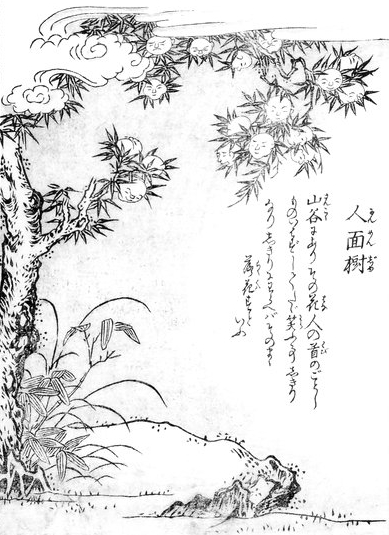
Um jinmenju ilustrado por Toriyama Sekien.

Jinmenju ou Ninmenju(人面樹, árvore com faces humanas) é uma estranha árvore ilustrada por Konjaku Hyakki Shūi, de Toriyama Sekien. Ela cresce nos vilarejos montanhosos da China. A fruta de jinmenju se parece com uma cabeça humano. Sua face sempre está sorrindo ou rindo, mesmo se ela cair do galho.